# Mariusz Maszyński

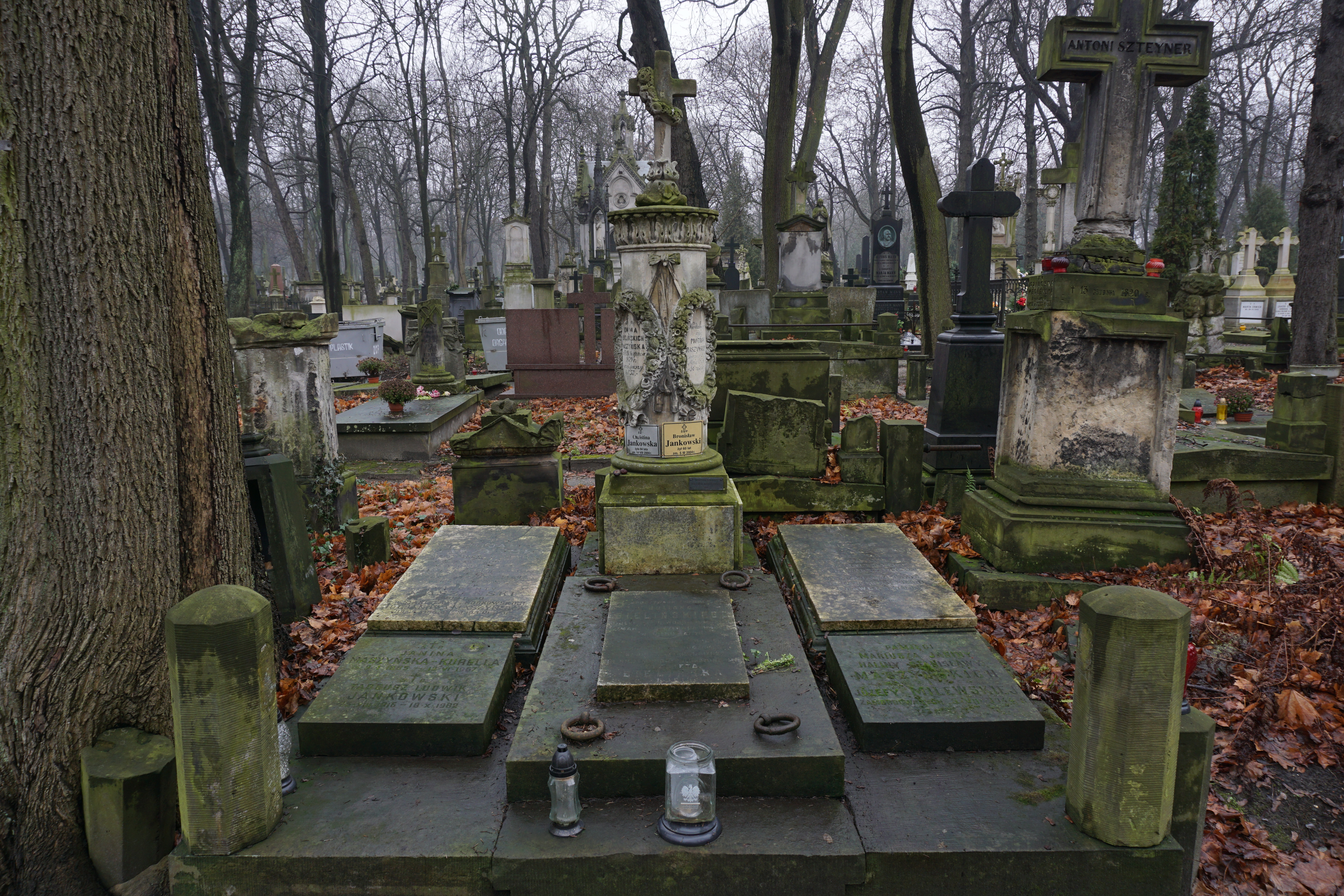
Grób Mariusza Maszyńskiego na cmentarzu Powązkowskim w Warszawie

Mariusz Maszyński (ur. 29 lipca 1888 w Warszawie, zm. 6 sierpnia 1944 tamże) – polski aktor, recytator, malarz, dramaturg.

## Życiorys
Był synem kompozytora Piotra Maszyńskiego i bratem aktora Juliana Krzewińskiego oraz malarek Stanisławy i Haliny Maszyńskich. Studiował architekturę na Politechnice Lwowskiej, jednak swoje życie zawodowe związał głównie z aktorstwem. Od 1917 r. związany z Teatrem Polskim. Zdobył sławę dzięki rolom w sztukach teatralnych takich jak Zemsta Fredry, Cyrano de Bergerac Rostanda, Rewizor Gogola czy Murzyn warszawski Słonimskiego. Poza występami na scenach teatralnych wystąpił w kilku filmach. Był recytatorem – w Polskim Radiu czytał m.in. bajki dla dzieci. Brał również udział w dubbingowaniu filmów francuskich. Ponadto jest autorem 3 komedii.
Swój talent malarski wykorzytał natomiast przy inwentaryzacji zabytków warszawskich podczas I wojny światowej. Prace z tego okresu były przedmiotem ekspozycji w galerii „Zachęta” w roku 1920. Jego pasją było również kolekcjonowanie i konserwacja zabytkowych mebli.
Zginął w sierpniu 1944 r. podczas powstania warszawskiego. Został rozstrzelany wraz z żoną i dwiema siostrami przez członków RONA na warszawskiej Ochocie, gdzie mieszkał. Wojnę przeżyła jego córka Ewa.
Spoczywa na cmentarzu Powązkowskim (kw. 23-3-25/26).

## Filmografia
- 1921 – Ludzie bez jutra
- 1922 – Zazdrość
- 1927 – Zew morza
- 1927 – Uśmiech losu
- 1928 – Pan Tadeusz
- 1928 – Przeznaczenie
- 1932 – Biała trucizna
- 1933 – Każdemu wolno kochać
- 1936 – Straszny dwór